# Klarissenkloster Brixen

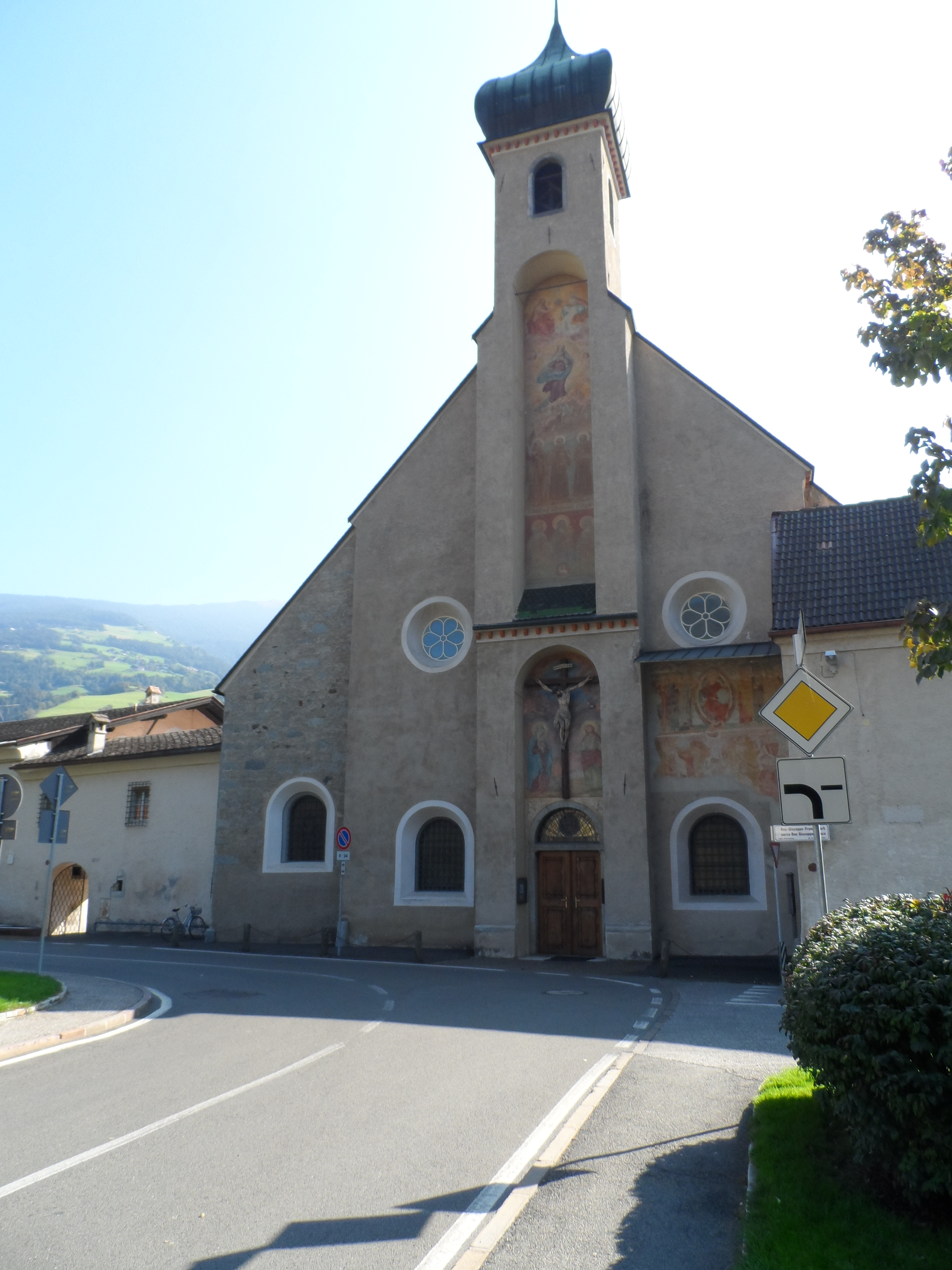
St. Elisabeth

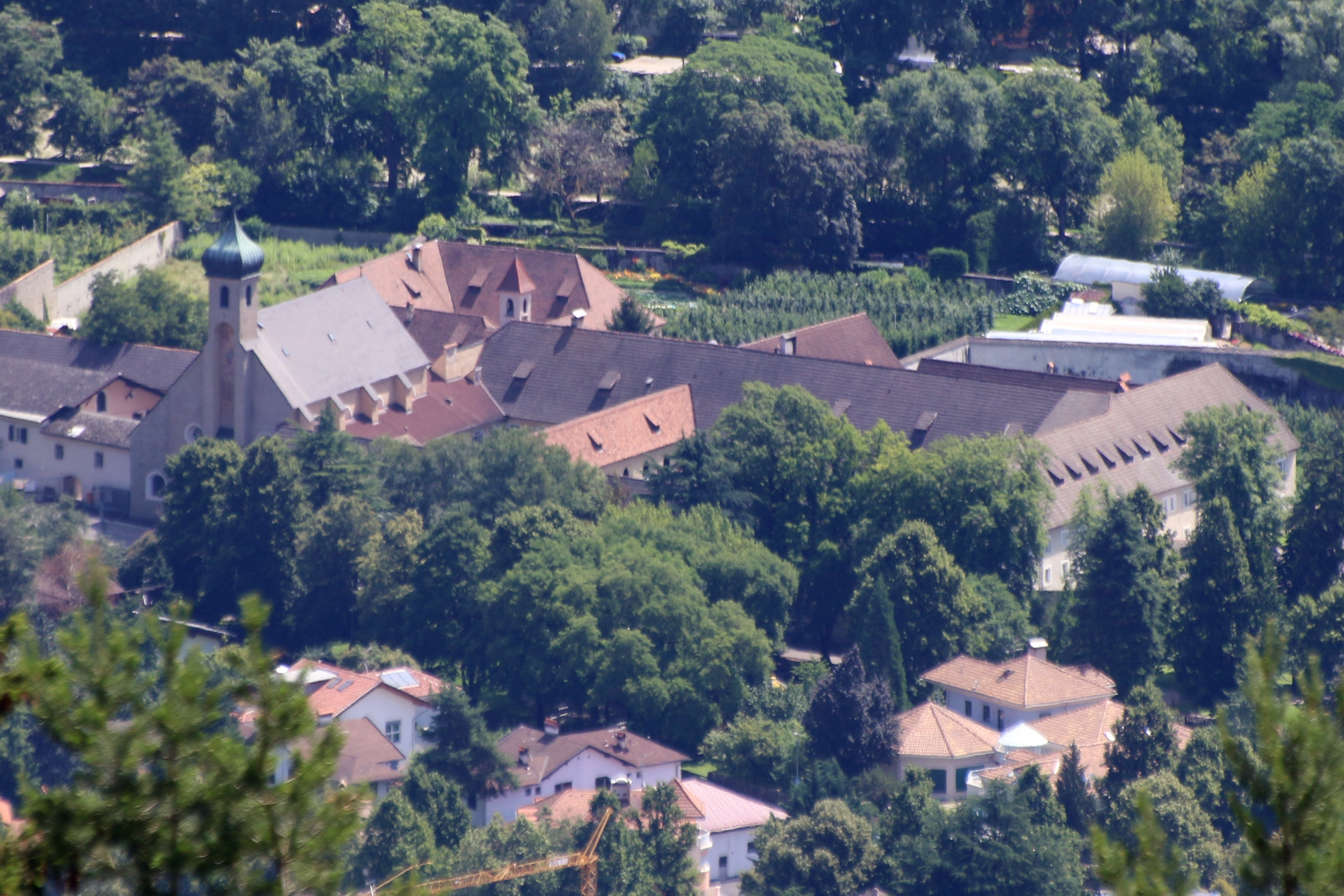
Blick auf Kloster und Kirche von der westlichen Brixner Talflanke

Das Klarissenkloster zur hl. Elisabeth in Brixen (Südtirol) war die erste Niederlassung der Schwestern der heiligen Klara im deutschsprachigen Raum.

## Geschichte
Das Klarissenkloster wurde noch zu Lebzeiten der hl. Klara (1193/94–1253) gegründet. Vermutlich kamen die ersten Schwestern um 1230 nach Brixen, denn im Jahr 1236 ist bereits ein Kloster zur heiligen Elisabeth an der Stadtmauer nachweisbar. Die Schwestern werden seither von den Brüdern des angebauten Franziskanerklosters betreut.
Das Klarissenkloster entwickelte sich im Laufe der Zeit sehr gut, und viele Frauen aus Tirol traten in den Orden ein. Weil jedoch zu Anfang des 15. Jahrhunderts eine Laxheit in der Befolgung der Ordensregel eintrat, strebte Kardinal Nikolaus Cusanus als Brixner Bischof von 1452 bis 1455 erfolgreich eine Reform des Klosters an. Gegen ihn kämpften auf Seiten des Klosters einige Nonnen, darunter Maria von Wolkenstein, die Tochter des Oswald von Wolkenstein und der Margareta von Schwangau. Sie sah die Rechte und die Einkünfte des Klosters beschnitten. Die Schwestern des Klosters wurden zwangsweise in Klausur gesetzt, indem alle Zugänge zum Kloster entweder kontrolliert oder zugemauert wurden. Magdalena Gaismair, geb. Ganner, die Ehefrau des Reformers Michael Gaismair (ermordet 1532), erhielt ihre Ausbildung am Klarissenkloster in Brixen. Da sich die Klarissen auch im Streit des Kardinals mit Erzherzog Sigismund dem Münzreichen auf die Seite der Kirche stellten, wurden die Schwestern 1461 des Landes verwiesen. Sie fanden Aufnahme im Klarissenkloster in Pfullingen, konnten aber 1464 wieder nach Brixen zurückkehren. Maria von Wolkenstein wechselte in das Klarissenkloster Meran, wo sie 1478 als Äbtissin starb. 
Um 1470 wurde die Klosterkirche gotisiert, 1620 barockisiert und mit einer Orgel versehen. Der Franziskanerpater und Baumeister Rufin Laxner erweiterte in den Jahren 1663 bis 1668 das Klarissenkloster und renovierte 1680 bis 1684 die Klosterkirche. 1720 wurden sechs Schwestern zur Gründung eines Klarissenklosters nach Hall in Tirol geschickt. Im Jahre 1782 entging das Kloster der Aufhebungswelle unter Kaiser Josef II., weil es direkt dem Brixner Fürstbischof unterstellt war. Von 1796 bis 1797 wurde es jedoch während der napoleonischen Kriege als Lazarett verwendet, und von 1806 bis 1814 verbot die bayerische Regierung die Aufnahme von Novizinnen.
Heute beherbergt das Kloster ca. 20 Klarissen, die streng klausuriert leben und sich dem Gebet und den Arbeiten im Haus widmen. Die Schwestern betreiben auch eine Hostienbäckerei.
Der Legende nach hat die heilige Klara den Brixner Schwestern einen Setzling eines Birnbaums geschickt. Diese Birnen wachsen, nachdem sie in der Laufe der Zeit immer wieder umgepfropft wurden, immer noch im Garten des Klarissenklosters.

## Sehenswürdigkeiten in der Klosterkirche
- Antoniuskapelle mit einem Bild des Heiligen (um 1657) von P. Antonius Lener
- Wandgemälde mit Szenen aus dem Leben der heiligen Elisabeth (1885) von P. Johannes Maria Reiter
- Bilder auf dem Hochaltar (Almosenspende der hl. Elisabeth, 1787) und den Seitenaltären (Anbetung der Hirten; hl. Joachim und Anna mit Maria, um 1787) von  Johann Mitterwurzer
- Kreuzwegstationen (1773) von Joseph Giner aus Thaur
- Gebetschor der Klarissen über dem Kirchengewölbe

## Sehenswürdigkeiten im Kloster
Der 25-teilige Klara-Zyklus. Ein Bilderzyklus zum Leben der hl. Klara des Barockmalers Franz Sebald Unterberger. 